# حياة هنري الثامن الخاصة (فلم)
حياة هنري الثامن الخاصة (بالإنجليزية: The Private Life of Henry VIII) هو فيلم تاريخي تم إنتاجه في المملكة المتحدة وصدر في سنة 1933.

## بطولة
- تشارلز لوتون

### ترشيحات وجوائز
| السنة | الحدث | الفئة            | النتيجة  |
| ----- | ----- | ---------------- | -------- |
|       |       | أوسكار أحسن ممثل | فـــــوز |

## الميزانية والإيرادات
بلغت تكلفة إنتاج الفيلم حوالي 65 ألف جنيه استرليني بينما حقق أرباحا تقدر بـ 750 ألف جنيه استرليني.

## وصلات خارجية
- مقالات تستعمل روابط فنية بلا صلة مع ويكي بيانات

1. ↑  "معلومات عن حياة هنري الثامن الخاصة (فيلم) على موقع filmweb.pl". filmweb.pl. مؤرشف من الأصل في 2019-12-18.
2. ↑  "معلومات عن حياة هنري الثامن الخاصة (فيلم) على موقع allocine.fr". allocine.fr. مؤرشف من الأصل في 2019-04-15.
3. ↑  "معلومات عن حياة هنري الثامن الخاصة (فيلم) على موقع cinema.de". cinema.de. مؤرشف من الأصل في 2019-12-18.